# Gubernia Herson

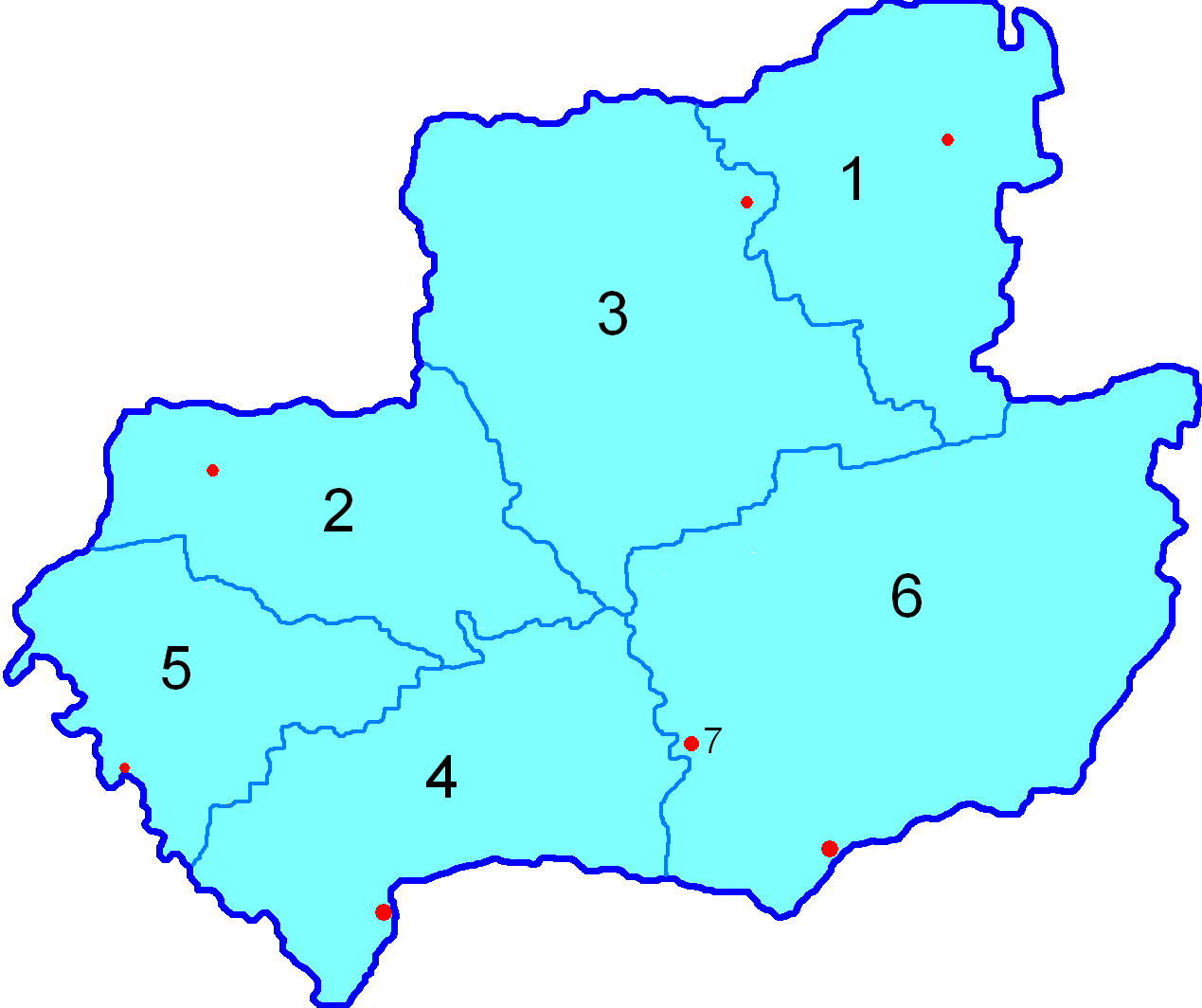
Harta ținuturilor din cadrul guberniei

Gubernia Herson (în rusă Херсонская губерния, în ucraineană Херсонська губернія) a fost o gubernie amplasată în sud-vestul Imperiului Rus, cu capitala în Herson. Gubernia s-a situat în interfluviul Nistru – Nipru, și a cuprins preponderent teritoriul Ucrainei de astăzi, dar și teritoriul din stînga Nistrului al Republicii Moldova.
Aceasta a fost una din cele trei gubernii create în 1802, când Gubernia Novorossia a fost desființată. Acesta a fost cunoscut sub numele de Gubernia Nikolaev până în 1803, când Herson a înlocuit Nikolaevul (în prezent orașul Mîkolaiv).
Economia guberniei s-a bazat în principal pe agricultură. În timpul recoltei de cereale, mii de muncitori agricoli din alte gubernii din Ucraina își găseau de lucru în zonă. Partea industrială a economiei, constând în principal din măcinarea făinei, distilarea, prelucrarea metalelor, mineritul (fier), prelucrarea sfeclei de zahăr și industria de cărămidă.
Gubernia Herson s-a învecinat cu guberniile: Basarabia (vest), Podolia, Kiev și Poltava (nord), Ekaterinoslav (est) și Taurida (sud-est).

## Demografie

### Structura etnică
Structura etnică potrivit recensământului din 1897:
| Ținut        | Ucraineni | Ruși   | Evrei  | Moldoveni și Români | Germani | Polonezi | Bulgari | Belaruși | Greci |
| ------------ | --------- | ------ | ------ | ------------------- | ------- | -------- | ------- | -------- | ----- |
| Total        | 53,9 %    | 21,0 % | 11,8 % | 5,4 %               | 4,5 %   | 1,1 %    | 0,9%    | 0,8%     | …     |
| Aleksandria  | 85,1 %    | 9,4 %  | 3,7 %  | 0,6%                | 0,3%    | …        | …       | 0,5%     | …     |
| Ananiev      | 62,0 %    | 11,0 % | 8,3 %  | 13,5 %              | 3,8 %   | 0,7%     | …       | …        | …     |
| Elisavetgrad | 66,1 %    | 15,2 % | 9,4 %  | 6,0 %               | 0,9%    | …        | 0,7%    | 0,9%     | …     |
| Herson       | 55,1 %    | 24,6 % | 11,9 % | 0,8%                | 3,5 %   | 0,9%     | 0,6%    | 2,1 %    | …     |
| Odesa        | 21,9 %    | 37,4 % | 22,0 % | 1,2 %               | 10,3 %  | 3,0 %    | 1,4 %   | …        | 1,2 % |
| Tiraspol     | 33,3 %    | 16,9 % | 9,9 %  | 24,9 %              | 9,8 %   | 0,8%     | 3,7 %   | …        | …     |